# Avena nuda
Avena nuda är en gräsart som beskrevs av Carl von Linné. Avena nuda ingår i släktet havren, och familjen gräs. Inga underarter finns listade i Catalogue of Life.

## Bildgalleri

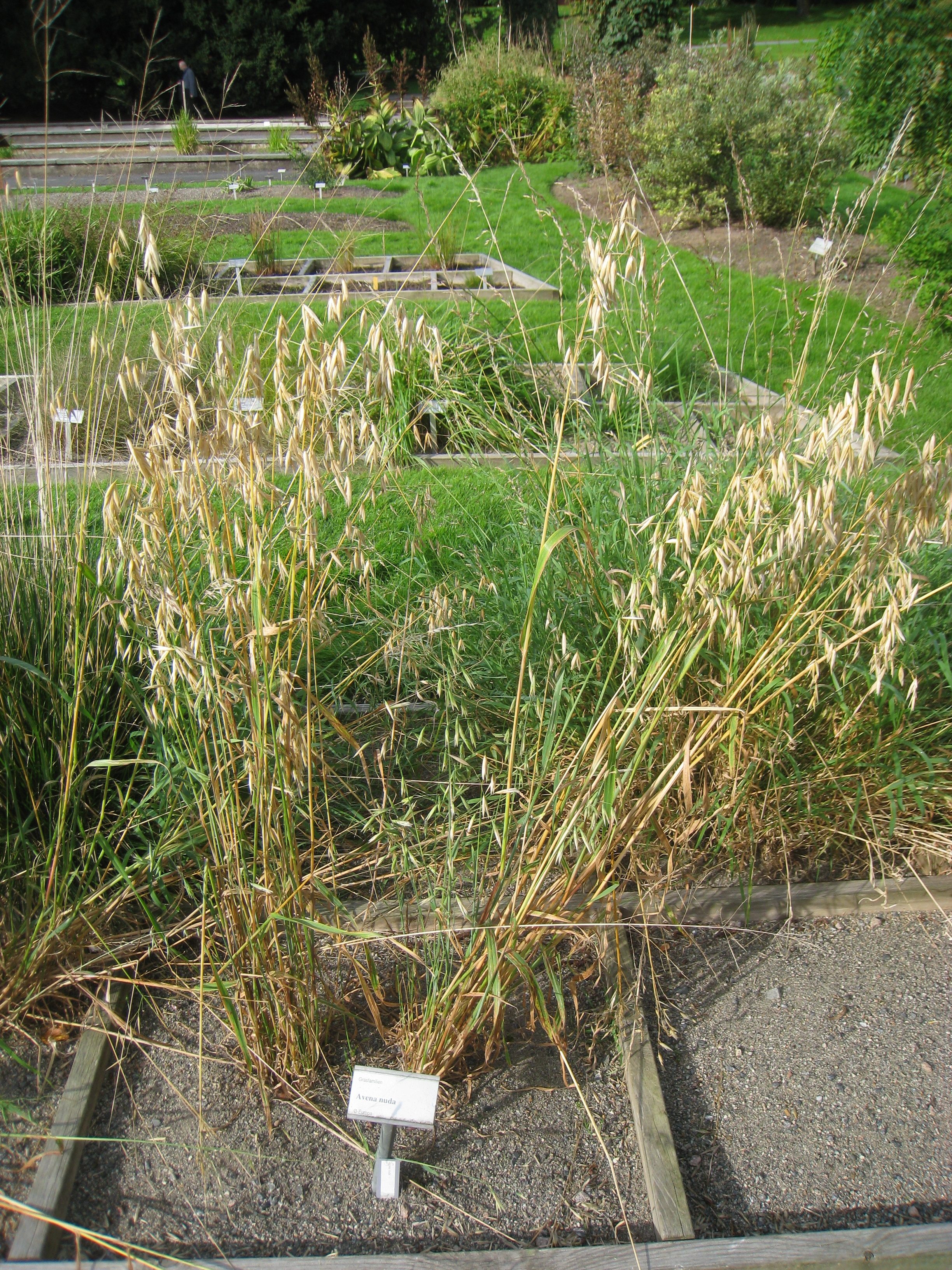
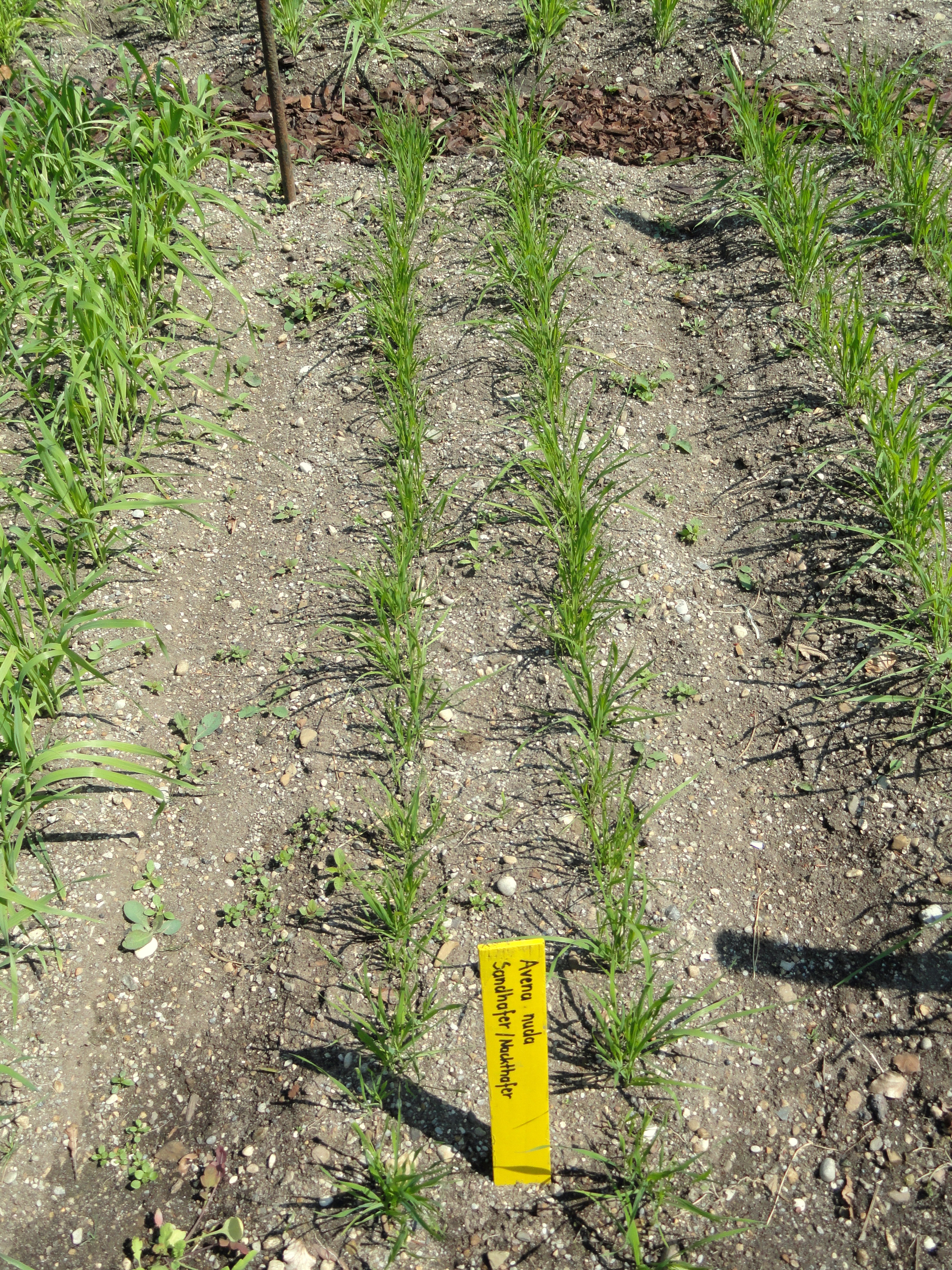
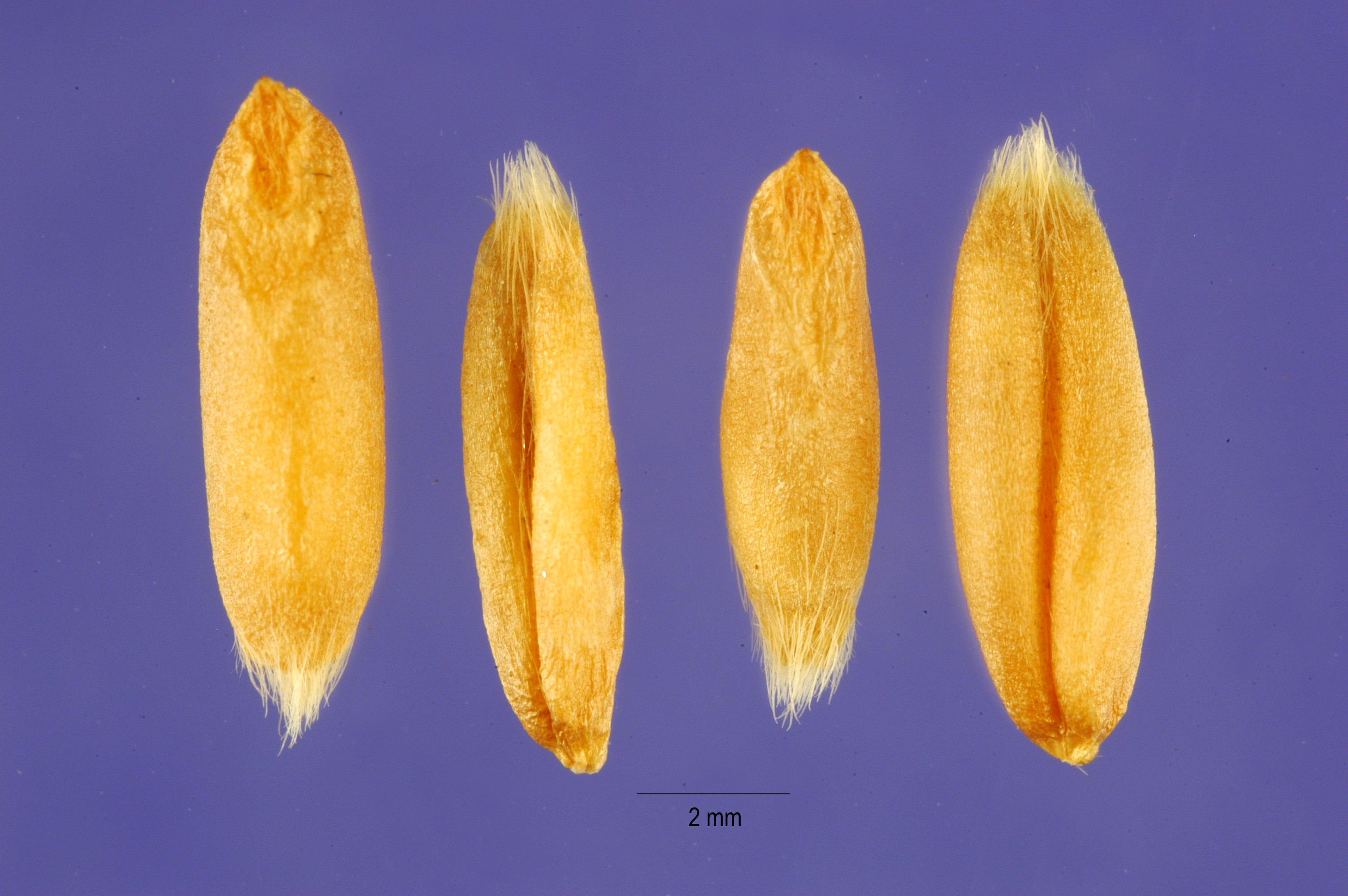